# 渑池县
渑池县在中华人民共和国河南省西部，是三门峡市下辖的一个县。面积1421平方公里，总人口31.01万人。县人民政府驻城关镇。县内仰韶村，以出土新石器时代仰韶文化文物著名。

## 政治

### 行政区划
渑池县下辖6个镇、6个乡：
城关镇、英豪镇、张村镇、洪阳镇、天池镇、仰韶镇、仁村乡、果园乡、陈村乡、坡头乡、段村乡和南村乡。

### 历任县委书记
- 王治通:2000.02-2006.12
- 仝孟蛟:2007.02-2009.10
- 薛蒙林:2009.11-2012.10
- 张松林:2012.10-2016.06
- 杨跃民:2016.06-2021.08
- 謝喜來:2021.08-

## 历史文化
渑池地处河南省西部，是中华民族的发祥地之一。渑池因山水而得名，《水经注》载：“洛水之北熊耳山，山际有池，世谓之渑池矣。”《史記·廉頗藺相如列傳》中澠池會的發生地。
全县国土总面积1368平方公里，辖6镇6乡，235个行政村，总人口34万人。渑池文化底蕴浓厚，90年前，以安特生、袁复礼为代表的中外学者，在渑池县仰韶村发现了仰韶文化，仰韶文化是距今约5000～7000年中国新石器时代的一种彩陶文化，是华夏文明生生不息的重要源头。
仰韶文化的发现与瑞典的学者，地质学家，考古学家和探险家约翰·贡纳尔·安德森（1874年7月3日〜1960年10月29日）有着巨大渊源，他在渑池县北部发现了一些陶器的碎片，占地总面积近30万平方米，文化层厚度2M。在新石器时期陶器已经存在，是中国历史上的一次变革，也是中国学术历史研究的一个新台阶。他命名此村为仰韶文化。他在瑞典斯德哥尔摩建立了STASIATISKAMUSEET博物馆，目前，此馆包括400多件的仰韶文化陶器，在STASIATISKAMUSEET和中国考古学家良好的合作下文物得到良好的进展。
仰韶文化文化在中国史前的历史上是非常重要的。安德森的贡献使中国的传统史学家认识到，考古学，尤其是田野考古，了解古代历史的根本出路在于仰韶文化的研究，他帮助并加强了瑞典和中国文化之间的交流。在中国已发现5000余千处仰韶文化的遗址，其中河南省发现1000余处，占全国的仰韶文化遗址数量的12%，主要分布于黄河中下游一带、以秦晋豫三省为核心的中原地区，以陕西大部、河南西部和山西西南的狭长地带为中心，东至河北中部，南达汉水中上游，西及甘肃洮河流域，北抵内蒙古河套地区。仰韶文化的发现，第一次证实了中国存在着非常发达的新石器时代，宣告了中国文化西来说的终结，连接了中国考古学自旧石器时代、新石器时代、青铜器时代和铁器时代的历史彩链，开创了中国田野考古的先河。

## 人口
根據第七次人口普查數據，截至2020年11月1日零時，澠池縣常住人口310130人。

## 经济
渑池资源丰富，能源充足。境内已探明有原煤、铝钒土、石英砂、石灰石、铁、重晶石等矿藏30余种，总储量达30多亿吨。其中煤炭资源极为丰富，是全国重点产煤县，储量达11.9亿吨，煤质优良，发热量高，是理想的工业和电力用煤；铝矾土资源优势明显，是河南省优质铝矾土原料生产基地，已探明储量1.55亿吨，保有储量1.47亿吨，平均铝硅比达9.3，是全省平均水平的1.69倍，品位居亚洲第一。石英砂探明储量7780万吨，Sio2含量在98.65%—99.26%之间，易开采，为发展光伏产业和玻璃、建材产业提供充足原料。
渑池经济实力雄厚，发展势头强劲。坚持工业重中之重地位，以效益为核心，调整结构，深化改革，强化管理，工业经济迅速发展。在发展中，渑池县大力弘扬“艰苦奋斗、求实创新、团结拼搏、勇于争先”的渑池精神，坚定不移地实施“工业强县”战略，依托资源、区位、产业、文化优势，不断加大项目建设、对外开放和招商引资力度，形成了300万吨氧化铝、12.5万吨电解铝、1500万吨原煤开采、200万吨水泥、500万重量箱浮法玻璃和7000多晶硅等工业产能，建成了天坛铝工业区、英张工业区、仁村光伏产业园区和果园工贸区四大园区，形成了酿造、电子、建材耐材、冶炼、化工、医药、食品为支柱的工业体系，科技创新能力逐渐增强，转型升级步伐更加快速，资源型工业正在向加工制造、高新技术产业转变，已成为全省重要的能源、冶金、建材、耐材基地，工业经济的跨越式发展带动了县域经济的迅速腾飞。2010年，全县地区生产总值完成153.4亿元，较上年增长15.7%；地方财政一般预算收入完成10.16亿元，历史性突破十亿元大关，增长19.4%，总量居三门峡市第一位、全省第十二位；全社会固定资产投资完成135.6亿元，增长26.7%；城镇居民人均可支配收入达15664元，增长12%；农民人均现金收入达6406元，增长15%。综合经济实力继续保持全省前20强，县域经济基本竞争力居全国第171位，荣获中国最具投资潜力特色示范县和中原最具投资价值县。
渑池经济环境优越，发展空间无限。渑池是河南省首批经济管理扩权县、对外开放重点县和加工贸易梯度转移重要承接地，渑池县产业集聚区是河南省重点产业集聚区，位于郑洛工业走廊的西端，先后出台了扶持开放型经济、鼓励外来投资的一系列优惠政策，吸引了众多客商纷纷来渑投资兴业。天坛铝工业区和英豪工业区已获省政府批准，仰韶文化产业园、北部环线旅游产业带正在高标准策划。抢先到渑池投资的有东方希望集团、中铝公司、洛玻集团、天瑞集团等大企业集团。

## 环境
渑池佳境雄奇，胜景优美。仰韶大峡谷绝崖对峙、潭瀑相连、曲径通幽、奇石妙生、群峰竞秀、秀美如画，堪称世外桃源、天然氧吧、潭瀑大观、奇石宝库。黄河丹霞景区可尽情体验黄河文化。石峰峪景区壁立千仞、峰峭谷幽、树怪藤老、虎石如雕、古树繁多，各种野生动物随处可见，各种自然景观浑然天成，堪称天下一绝。碧波荡漾的黄河水，禅意融融的古寺庙，中原最大的高山草原岱眉山，大可六人合抱的周代古柏，以及龟山游乐养生园、五风山、石佛峡、利津玫瑰园等景区。
渑池特产众多，物华天宝。属北方旱作农业区，无霜期长，适于多种农作物生长，全县农作物播种面积96.8万亩，主要农经作物有小麦、玉米、辣椒、烟叶、花生等，形成了3.5万亩优质朝天椒生产基地，6万亩优势烤烟基地，5.5万亩中药材生产基地。以“仰韶三宝”（仰韶大杏、仰韶柿饼、仰韶小米）为主的地方特产在国内外享有盛誉。因渑池县为仰韶文化发祥地而命名。仰韶大杏是河南省渑池县特产，中国国家地理标志产品。

## 交通
渑池区位优越，交通便利。渑池踞洛阳与西安两大古都之间，陇海铁路、徐兰客运专线、 310国道、 312国道、 连霍高速横穿东西，南闫国防公路和在建的渑池—垣曲高速公路沟通豫晋， 314省道
、 318省道和十余条城际公路构筑了四通八达的陆路交通网。周边三小时圈内有郑州、西安、运城、洛阳四大航空港，是豫晋陕黄河金三角地区人流、物流、资金流、信息流聚集中心，也是承接东部、连接中原、进军西部的桥梁和纽带。
- 陇海铁路：渑池站，十里铺站，英豪站

## 旅游景点
- 秦赵会盟台：位于渑池县城南方500米，台上四季常青，有碑文记载史事。秦赵会盟在《史记•廉颇蔺相如列传》里有记载。
- 仰韶大峡谷：位于渑池县北部的南村乡，是豫西漂流和游山玩水的理想去处。